# Whitehawk (California)
Whitehawk es un lugar designado por el censo en el condado de Plumas en el estado estadounidense de California. En el año 2000 tenía una población de 92 habitantes y una densidad poblacional de 21 personas por km².

## Geografía
Whitehawk se encuentra ubicado en las coordenadas 39°43′23″N 120°32′56″O / 39.72306, -120.54889. Según la Oficina del Censo, la ciudad tiene un área total de 4,5 km² (1,7 mi²), de la cual 4,5 km² (1,7 mi²) es tierra y 0 km² (0 mi²) (0%) es agua.

## Demografía
Según la Oficina del Censo en 2000 los ingresos medios por hogar en la localidad eran de $46,696, y los ingresos medios por familia eran $46,071. Los hombres tenían unos ingresos medios de $0 frente a los $0 para las mujeres. La renta per cápita para la localidad era de $36,515. Alrededor del 0% de la población estaban por debajo del umbral de pobreza.